# 泉河街道
泉河街道，是中华人民共和国北京市怀柔区下辖的一个乡镇级行政单位。

## 行政区划
泉河街道下辖以下地区：
富乐社区、富乐北里社区、滨湖社区、湖光社区、北园社区、杨家园社区、金台园社区、航天工程大学社区、馥郁苑社区、于家园二区社区、开放路社区、新贤家园社区、南大街村、新贤街村、后城街村、钓鱼台村、潘家园村、杨家园村、于家园村和小中富乐村。
2017年，南大街、新贤街、后城街、钓鱼台、潘家园、杨家园、于家园、小中富乐8个村委会由怀柔地区划归泉河街道。